# On Board Information Services

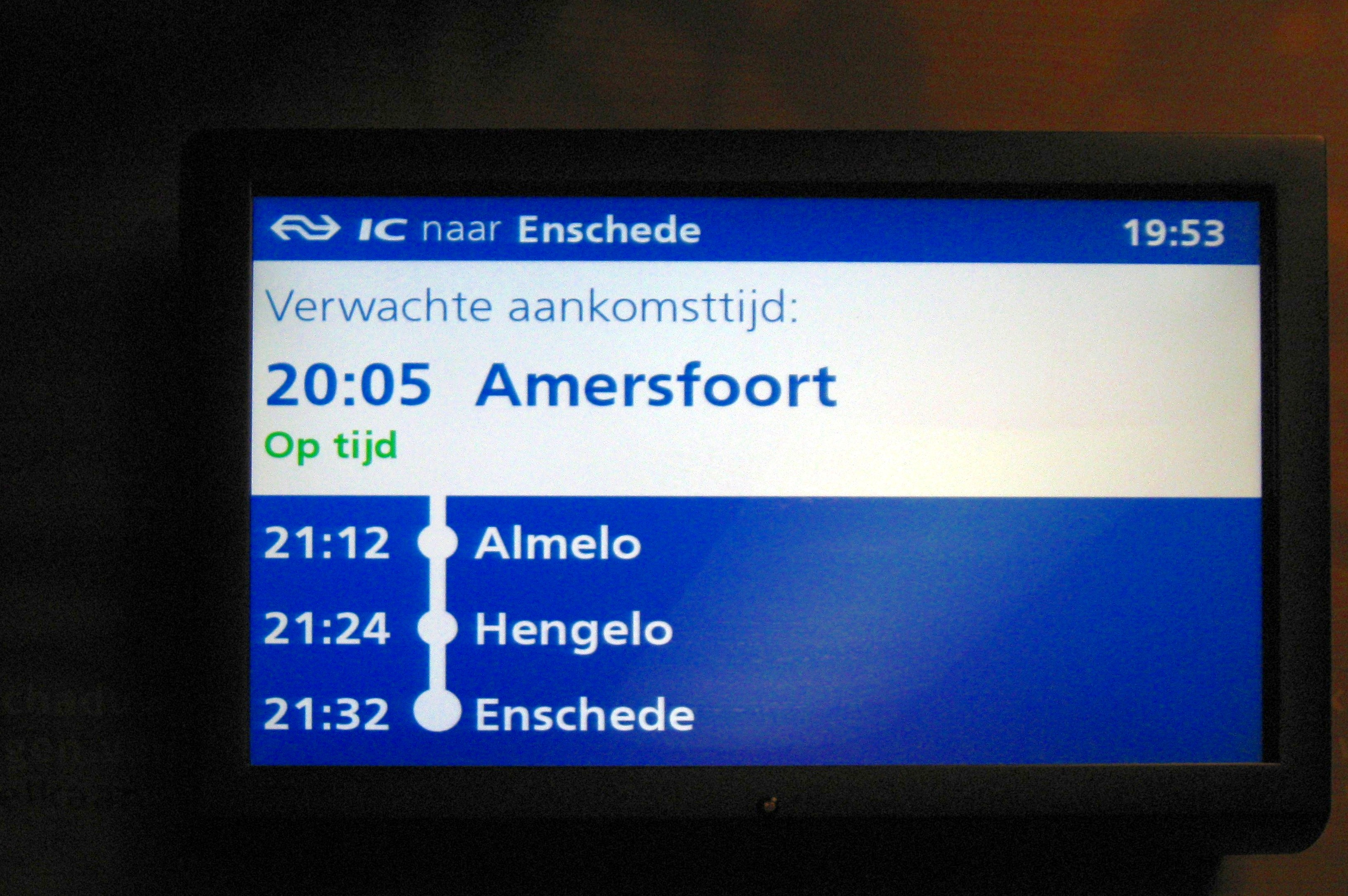
OBIS-Bildschirm in einem ICMm

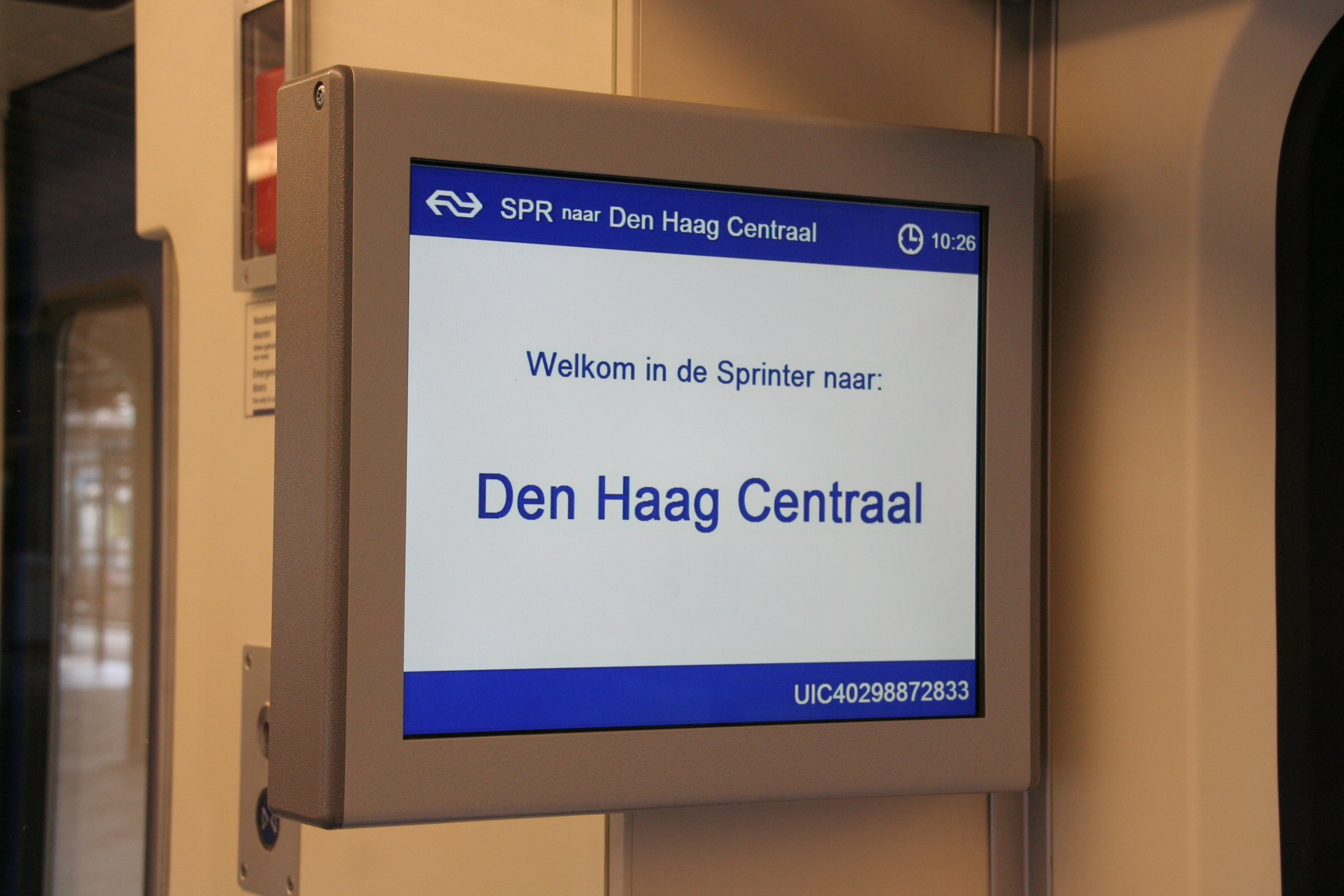
Baureihe SLT, ausgestattet mit einem Fahrgastinformationssystem

On Board Information Services (kurz OBIS) ist eine IT-Plattform von der Nederlandse Spoorwegen, welche seit 2010 in die Intercity-Züge in den Niederlanden eingebaut wird. OBIS bietet den Reisenden Internetzugang über Wi-Fi und aktuelle Reiseinformationen im Zug. Mit OBIS ausgestattete Züge sind an den Wi-Fi-Symbolen an den Außentüren zu erkennen.

## Funktionen
OBIS besteht aus den folgenden Systemen:
- Bildschirmen in den Fahrgasträumen, auf welchen aktuelle Reiseinformationen (Abfahrten, Umsteigemöglichkeiten, Bauarbeiten) angezeigt werden.
- Drahtloser Internetzugang über Wifi. Die NS hat hierfür einen dreijährigen Vertrag mit dem Mobilfunkanbieter T-Mobile Netherlands geschlossen, (welcher bis April 2014 verlängert wurde[1]) der den Dienst für diese Zeit kostenlos anbietet.
- Direkte Reiseinformationen über Wifi.
- Automatische Ansagen, mit der Möglichkeit von manuellen Eingriffen durch den Fahrer.
- In Zusammenarbeit mit dem COGNOS-System kann eine Auslastung pro Zugteil mitgeteilt werden. Hierzu gab es eine Studie in 11 ICM-Zügen zwischen Zwolle und Roosendaal.
- Mitte 2012 ist eine Zusammenarbeit zwischen NedTrain und NS gestartet. In Zusammenarbeit mit NS startete man mit dem Einsatz von dem WAL/Board-Diagnosesystem des VIRM durch die hierfür gebrauchte OBIS-Plattform. Auch in der DDZ (NID) Flotte wurde diese Anpassung eingebaut.
- Tracking & Tracing, das OBIS sorgt für die NTT (NS Tracking & Tracing) Positionsinformationen. Dieses System ersetzt die zuvor genutzten, veralteten NTT-Systeme, welche die Position des Zuges durchgaben.

Neben OBIS ist ein kleineres System namens RTTIS entwickelt worden, welches automatische Ansagen ermöglicht.
Die britische Firma Nomad Digitale Ltd. aus Newcastle sorgt für die Lieferung und Installation aller OBIS-Einheiten.

## Zweck
Der Zweck von OBIS ist, dem Reisenden eine Plattform für zugspezifische Informationen zu bieten. Die ersten beiden OBIS-Dienste sind Reiseinformationen und Wi-Fi-Internetzugang. Die Versorgung mit aktuellen Reiseinformationen hat einen positiven Einfluss auf den Reisekomfort. Durch das Angebot eines Internetzugangs wird die Möglichkeit gegeben, im Zug zu arbeiten oder durch Ablenkung die subjektive Reisezeit zu verkürzen. Die Infrastruktur von OBIS kann später für Systeme wie RouteLint benutzt werden.

## Ausbau
Im März 2010 erhielt der erste vierteilige Zug des Types Koploper die Ausstattung mit OBIS. Dies war der Triebzug mit der Nummer 4203. Im Laufe des Jahres 2010 bis Mitte 2011 haben auch die anderen Züge des Types Koploper die Modernisierung mit OBIS bekommen. Im Dezember 2011 wurde mit dem Einbau von OBIS in die VIRM-1-Serie begonnen, wenige Monate später gefolgt von den Serien VIRM-2 und VIRM-3.
Bei der Modernisierung von DD-AR zu NID (bis April 2011) wurde auch OBIS eingebaut. Mitte Februar 2013 wurde mit den Einbau von OBIS in die VIRM-4-Serie begonnen, welcher im August 2013 abgeschlossen wurde.
Im ersten Ausbauschritt wurde beschlossen, in den gezogenen ICR-Wagen kein OBIS einzubauen. Die ICR-Wagen sollen aber weiterhin eine Modernisierung bekommen, um weiterhin im Hochgeschwindigkeitsdienst zu bleiben können. Hierbei soll wahrscheinlich noch die Ausrüstung mit OBIS eingebaut werden.
| Baureihe | Anzahl der Wagen | OBIS eingebaut                  | Start des Einbaus | Ende des Einbaus | Anteil Sitzplätze von allen Intercitys |
| -------- | ---------------- | ------------------------------- | ----------------- | ---------------- | -------------------------------------- |
| ICMm-IV  | 200              | zusammen mit der Modernisierung | März 2010         | Juli 2011        | 12 %                                   |
| ICMm-III | 261              | nach der Modernisierung         | April 2010        | März 2011        | 16 %                                   |
| NID      | 240              | zusammen mit der Modernisierung | April 2011        | 2013             | 16 %                                   |
| DD-IRM   | 872              | vor der Modernisierung          | Dezember 2011     | August 2013      | 55 %                                   |
| SLT      | 131              |                                 |                   |                  |                                        |